# Ceranemota
Ceranemota is een geslacht van vlinders van de familie eenstaartjes (Drepanidae), uit de onderfamilie Thyatirinae.

## Soorten
- C. albertae Clarke, 1938
- C. amplifascia Clarke, 1938
- C. crumbi Benjamin, 1938
- C. fasciata (Barnes & McDunnough, 1910)
- C. improvisa (Edwards, 1873)
- C. partida Clarke, 1938
- C. semifasciata Benjamin, 1938
- C. tearlei (Edwards, 1888)